# 스즈키 와디 이브라힘
스즈키 와디 이브라힘(일본어: 鈴木 輪太朗 イブラヒーム, 2003년 1월 31일~)는 일본의 축구 선수이다.

## 구단 경력
그는 2021년 J1리그의 도쿠시마 보르티스에 입단했다. 2021년 9월부터 2024년 7월까지 발렌시아 CF, CF 바달로나, 지로나 FC에서 뛰었다. 2024년 7월 J2리그의 도쿠시마 보르티스로 복귀했다. 2025년 J3리그의 아술 클라로 누마즈로 이적했다.